# Le Pasquier
Le Pasquier è un comune francese di 262 abitanti situato nel dipartimento del Giura nella regione della Borgogna-Franca Contea.

## Società

### Evoluzione demografica
Abitanti censiti